# From the New World
Shinsekai Yori (яп. 新世界より Синсэкай Ёри, букв.«Из нового мира») — роман, написанный Юсукэ Киси в 2008 году, повествующий о событиях будущего, в котором люди научились использовать телекинез, и о появлении разумных существ-гуманоидов. В этом же году роман получил литературную премию в области научной фантастики Nihon SF Taisho Award, японский аналог премии Небьюла. В 2012 году этот же автор в сотрудничестве с мангакой Тору Оикавой начал выпуск одноимённой манги по мотивам романа. В этом же году студией A-1 Pictures было выпущено аниме, снятое по роману режиссёром Масаси Исихамой.

## Название
Роман назван в честь Симфонии № 9 Дворжака. Главная тема из второй части симфонии, Largo. Была адаптирована учеником композитора и переделана в песню, получившую название «Goin' Home». Лирика была также переведена на японский язык.
В городе, где происходит действие романа, песня известна под названием «Дорога домой» (яп. 家路 иэдзи). Стихи на неё учат в школе, а на главном здании установлен громкоговоритель из которого каждый день с заходом солнца происходит вещание этой мелодии. Все дети в округе знают, что услышав музыку, нужно бросать все дела и как можно скорее возвращаться домой.

## Сюжет
Действие происходит через тысячу лет в будущем. Достижения науки и техники не используются и находятся под запретом (электричество разрешено только для питания громкоговорителей), взамен этого люди научились использовать пиро- и телекинез, которые называют Проклятая сила (яп. 呪力). Сила пробуждается у детей в возрасте примерно 12 лет, те, у которых не пробудилась Сила, бесследно исчезают.
Роман повествует о приключениях пятерых друзей: Саки, Марии, Сатору, Сюна и Мамору. Их цель — найти ответы на вопросы об истинной сущности их мира, но на их пути встречается множество препятствий, в число которых входят разумные грызуны-гуманоиды. Друзьям предстоит пройти нелёгкий путь: противостоять всем опасностям на каждом шагу и узнать множество тайн об истинной сущности их мира.

## Персонажи
- Саки Ватанабэ (яп. 渡辺 早季 Ватанабэ Саки) — главная героиня романа, манги и аниме. Обладает телекинезом и хорошо им управляет. Она бисексуалка. Влюблена в Сюна и испытывает романтические чувства к Марии. Спустя два года начала встречаться с Марией. К 26 годам работает в департаменте управления существами внешнего мира. Позже становится главой департамента и членом этического комитета. С помощью Сюна, Сатору и Киромару ей удаётся победить Акки и тем самым спасти деревню. В конце вышла замуж за Сатору. Спустя 10 лет Саки и Сатору ждут первенца, желая, чтобы мир стал лучше, ради него.
  - Сэйю: Танэда Риса[англ.]
- Мария Акидзуки (яп. 秋月 真理亜 Акидзуки Мариа) — подруга Саки и её одноклассница, также способная к телекинезу, спустя два года с её помощью научилась летать. Она также бисексуалка. Испытывает романтические чувства к Саки. Спустя два года начала встречаться с Саки. Решила остаться с Мамору, когда он сбежал из деревни. В 21-й главе выясняется, что у Марии и Мамору родился ребёнок. Сквилер убил их, забрал чадо и стал воспитывать из него оружие для свержения человека с трона доминирующей расы.
  - Сэйю: Кана Ханадзава
- Сюн Аонума (яп. 青沼 瞬 Аонума Сюн) — одноклассник Саки. Мастерски управляет своим телекинезом. Бисексуал. Влюблён в Саки, а также испытывает романтические чувства к Сатору. Спустя два года начал встречаться с Сатору, но вскоре расстался с ним. Чуть позже становится демоном кармы (или гоумой) из-за того, что не смог справиться со своим могущественным телекинезом. Решает изолировать себя, как и все гоумы. Признался Саки в любви, но погиб, спасая её от избытка своей проклятой силы. Воспоминания первой группы о нём были частично стёрты. Его душа заключённая в сердце Саки. Помогает ей одолеть Акки.
  - Сэйю: Маи Тодо (12 лет), Аюму Мурасэ (14 лет)
- Сатору Асахина (яп. 朝比奈 覚 Асахина Сатору) — центральный мужской персонаж, одноклассник Саки и её друг. Постоянно конфликтует с Саки. Также управляет телекинезом. Бисексуал. Влюблён в Сюна и испытывает романтические чувства к Саки. Спустя два года начал встречаться с Сюном. Помогает Саки победить Акки. Позже женился на Саки. Спустя 10 лет вместе с ней ждёт первенца, желая, чтобы мир стал лучше, ради него.
  - Сэйю: Канако Тодзё (12 лет), Юки Кадзи (14 лет;26 лет;36 лет)
- Мамору Ито (яп. 伊東 守 Ито: Мамору) — очень скромный и застенчивый парень. Хорошо управляет телекинезом, особенно при рисовании картин с его помощью. Влюблён в Марию, но старается держать это в тайне. Без объяснения причин сбегает из деревни. После длительных поисков его находят в иглу. Мамору объясняет, что его хотят убить, и в деревне ему места нет. Мария решает бежать с ним. В 21-й главе выясняется, что 10 лет назад они с Марией родили ребёнка и были убиты Сквилером.
  - Сэйю: Харука Кудо (12 лет), Мотоки Такаги (14 лет)
- Сквиллер/Якомару (яп. スクィーラ/野狐丸 Сукуи:ра/Якомару) — разумный грызун-гуманоид. Проводник Саки и её друзей, почитает их как богов. Позже Сквиллер меняет имя на Якомару и организует заговор против людей. В конце предстаёт перед судом и подвергается наивысшей мерой наказания за все свои преступления.
  - Сэйю: Дайсукэ Намикава
- Киромару (яп. 奇狼丸 Киро:мару) — разумный грызун-гуманоид и генерал отряда Гигантских шершней. Служит людям и выполняет их приказы. Уважает Саки и её товарищей. Ему было приказано убить Саки и Сатору, но из-за того, что они спасли его от верной смерти, он помог им вернуться домой. Позже отряд Гигантских шершней разбивает Аки, Киромару спасается благодаря своим воинам. Несмотря на приказ образовательного комитета убить Саки и Сатору, помог им сбежать, рискуя собственной жизнью. Несмотря на заговор, остался верен людям. В конце пожертвовал собой ради победы над Акки, получив прежде обещание от Саки о том, что люди оставят в живых королеву колонии гигантских шершней. Обещание было сдержано.
  - Сэйю: Хироаки Хирата
- Акки (яп. 悪鬼 Акки) — таинственный ребёнок, который появился в Камису-66 в июле 237 года. Вскоре выясняется, что Акки является рождённым десять лет назад ребёнком Мамору и Марии, которые были вероломно убиты крысами-гуманоидами с целью изъять дитя и воспитать из него мессию-превосходное оружие для борьбы с людьми. По этой причине она отождествляет себя с крысами-гуманоидами, а людей считает врагами. Позже, в Токио, Саки и Сатору, благодаря самопожертвованию Киромаро и срабатыванию так называемой «смерти непохожим», наконец удаётся её остановить.
  - Сэйю: Акико Ядзима

## Роман
Роман Shinsekai Yori написан Юсукэ Киси и опубликован издательством Kodansha 23 января 2008 года в двух томах. 7 августа 2009 он был переиздан одним томом под импринтом Kodansha Novels а также 14 января 2011 в трёх томах под импринтом Kodansha Bunko.
| № | Дата публикации | ISBN                |
| - | --------------- | ------------------- |
| 1 | 23 января, 2008 | ISBN 978-4062143233 |

## Список серий
| 1 | Сезон молодых листьев «Вакаба но Кисэцу» (若葉の季節)         | 29 сентября 2012 года |
| Двенадцатилетняя Саки Ватанабэ получает «Проклятую силу», также известную как телекинез, и проходит ритуал очищения, где получает возможность управлять ею, поступает в академию Набэ, где встречает друзей детства — Марию, Сюна, Сатору и Мамору. После учёбы Сатору рассказывает друзьям легенду о том, что те ученики, которые не смогли окончить Академию, бесследно исчезают, и, по слухам, за их исчезновением стоит кот-гуманоид Нэкодамаси. Через несколько дней бесследно исчезает одноклассница Саки — Рэйко. |                                                               |                       |
| 2 | Исчезающие дети «Киэюку Кора» (消えゆく子ら)                  | 6 октября 2012 года   |
| Друзья принимают участие в соревновании по катанию шара, где команда должна с помощью телекинеза закатить шар в яму. Им удаётся пройти первый раунд, но во втором раунде капитан команды противника Манабу уничтожает куклу-толкателя, и судья, приняв это за случайность, объявляет ничью. После этого друзья впервые встречают бакэ-нэдзуми, крыс-гуманоидов, принимающих людей за богов. Один из них падает в реку, но Саки спасает его с помощью Проклятой силы. На следующий день друзья собираются в школьный лагерь на семь дней. Манабу бесследно исчезает. |                                                               |                       |
| 3 | Фальшивый Миносиро «Миносиро Модоки» (ミノシロモドキ)         | 13 октября 2012 года  |
| Саки и её друзья направляются к побережью леса, где разбивают лагерь. Сатору рассказывает друзьям легенду о взрыво-псе и демоне-моллюске, после чего друзья решают отправиться на их поиски. На следующий день, гуляя по лесу, друзья сталкиваются с демоном-моллюском, и, пытаясь его поймать, все, кроме Саки, попадают под действие гипноза, после чего моллюск скрывается. Придя в себя, друзья придумывают план, как поймать моллюска, который успешно исполняют. Пойманный моллюск рассказывает захватчикам, что в нём хранится вся информация об истории их мира и что он — библиотека, которая может дать ответы на все вопросы. Друзья решают задать моллюску несколько вопросов. |                                                               |                       |
| 4 | Кровавая история «Тинурарэта Рэкиси» (血塗られた歴史)         | 20 октября 2012 года  |
| Моллюск рассказывает спутникам кровавую историю о создании новой цивилизации и о первых людях, научившихся управлять телекинезом. Позже, моллюска уничтожает монах Ридзин, который запечатывает «Проклятую силу» пятерых друзей, так как те нарушили основное правило — не заблуждать свой разум. Ридзин отводит детей в храм, но по пути туда на них нападает отряд бакэ-нэдзуми из колонии «Земляные пауки», Ридзин убивает их всех, используя «Проклятую силу», что очень шокирует детей. Позже появляется взрыво-пёс и нападает на спутников. |                                                               |                       |
| 5 | Душная ночь на пробеге «То:бо: но Нэттайя» (逃亡の熱帯夜)     | 27 октября 2012 года  |
| Ридзин жертвует собой, чтобы спасти детей от взрыво-пса. На друзей снова нападают Земляные пауки. Сюну, Мамору и Марии удаётся скрыться, в то время как Саки и Сатору захватывают в плен. Позже, Сатору с помощью яйца Ямы, которое он подобрал ранее, убивает сторожа и вместе с Саки сбегает. Позже они встречаются с бакэ-нэдзуми по имени Сквиллер, который, считая их за богов, помогает сбежать от Земляных пауков, и, приведя в логово собратьев, знакомит с Королевой своей колонии «Летучие разбойники». Королева хочет убить Сквиллера, так как тот случайно поджёг своим факелом занавес, за которым она скрывалась, но Саки просит помиловать Сквиллера. Позже Сквиллер рассказывает, что Земляные пауки являются их врагами, с которыми они воюют долгое время, и просит Саки и Сатору помочь одолеть их. Позже, в логово «Летучих разбойников» проникают Земляные пауки и вводят смертельный газ, чтобы убить Саки и Сатору, но те сразу узнают об этом и, подорвав газ, сбегают из ловушки. |                                                               |                       |
| 6 | Побег «То:хико:» (逃避行)                                     | 3 ноября 2012 года    |
| Сбежав от смертельного газа, Саки и Сатору попадают под завал камней. Саки вспоминает, как она и Сатору показали друг другу свои мантры. С помощью ритуала очищения и прочтения мантры Сатору, Саки возвращает «Проклятую силу» Сатору, после чего тот уничтожает камни и вместе с Саки выбирается наружу. Затем на них нападают Земляные пауки, однако Сатору удаётся одолеть их. Позже, они встречают отряд Сквиллера и вместе атакуют Земляных пауков. Пауки устраивают множество засад, но Сатору удаётся отбить все атаки противников. После этого Саки, Сатору, и отряд Сквиллера находят лагерь Земляных пауков. |                                                               |                       |
| 7 | Летняя темнота «Нацу Ями» (夏闇)                              | 10 ноября 2012 года   |
| Сатору уничтожает лагерь Земляных пауков и быстро устаёт. Позже к отряду Сквиллера приходит подмога, отряд колонии «Гигантский шершень» под командованием генерала Киромару, которые захватывают Земляных пауков и их Королеву. Позже, Сатору и Саки, решив, что Комитет Порядка приказал Киромару убить их, уходят из лагеря. Сквиллер помогает им выбраться, и они встречают Сюна, Марию и Мамору, после чего друзья, попрощавшись со Сквиллером, направляются домой. На рассвете их находит «Гигантский шершень», который помогают им добраться домой. Киромару просит ребят, чтобы те держали в тайне то, что он им помог, так как иначе его убьют, на что те дают слово молчать. Вечером друзья находят способ вернуть свою «Проклятую силу» и снова начинают использовать телекинез. Саки, Мария, Сюн, Сатору и Мамору возвращаются домой. |                                                               |                       |
| 8 | Предсказание «Ётё:» (予兆)                                    | 17 ноября 2012 года   |
| С последних событий прошло два года. Друзья сильно изменились, и теперь в их отношениях появилась романтика. Сюн встречается с Сатору, а Саки с Марией. После занятий Саки замечает на лугу целующихся Сюна и Сатору, после чего бежит к Марии, желая прогуляться. На следующий день Саки замечает, что у Сюна и Сатору одинаковые медальоны, понимая, что они любят друг друга. Идя домой, Саки видит, что Сюн бросает Сатору, так как хочет побыть один, и, отдав ему свой медальон, уходит. На следующий день в Академию наносит визит мастер Кабураги Сисэй, чтобы проверить способности учеников, но, только подойдя к Сюну, он сразу же уходит. Позже, лёжа у берега, Саки встречает Сюна. Сюн говорит Саки, что хочет побыть один, поэтому он надолго покинет деревню и отправится на лечение, чтобы восстановить свой дух. Сюн просит Саки быть осторожной с котами, после чего отдаёт ей ошейник, защищающий от Нэкодамаси, и уходит.                                                             |                                                               |                       |
| 9 | Прибывший ураган «Кадзэ Татину» (風立ちぬ)                    | 24 ноября 2012 года   |
| Саки, Мария, Сатору и Мамору решают найти Сюна, и, чтобы не вызывать подозрений, разделяются на пары. Саки и Сатору отправляются в родную деревню Сюна, но им так и не удаётся его найти. Вернувшись домой, Саки пытается узнать о Сюне от родителей, на что они просят её не вмешиваться и забыть об этом. Ночью в дом Саки приходит Мария, которая рассказывает, что она и Мамору обнаружили во внутреннем дворе Академии загадочные сосуды, из которых доносилось львиное рычание. Услышав, что кто-то идёт, дети спрятались, и услышали разговор взрослых о том, что нужно избавиться от Аонумы. Саки снова отправляется в деревню Сюна, надеясь найти его там. Прибыв в лес, Саки сталкивается с Нэкодамаси. |                                                               |                       |
| 10 | ..и пришла Тьма «Ями ёримо» (闇よりも)                        | 1 декабря 2012 года   |
| Саки удаётся убить Нэкодамаси. Она, наконец, находит Сюна. Он отводит её в хижину, рассказывает причину ухода из деревни и просит её вернуться домой. Позже на них нападает второй кот, но Сюн убивает его, после чего всё вокруг него начинает разрушаться. Саки удаётся выбраться, а Сюн остаётся в хижине. Сюн прощается с Саки и признаётся ей в любви, после чего бесследно исчезает. |                                                               |                       |
| 11 | Гроза средь зимы «Фую но Энрай» (冬の遠雷)                    | 8 декабря 2012 года   |
| Наступила зима. Для учащихся наступила пора выбирать себе пару, спутника жизни. После предложения одноклассника Рё, Саки понимает, что он совершенно не тот, кто всегда был рядом с ней и отказывает, выбрав Сатору. Образ забытого друга Саки видит во сне. После разговора, друзья понимают, что их воспоминания были изменены так, чтобы настоящего друга заменил Рё. Они решают выяснить причину произошедшего и вспомнить Сюна. Мамору просит их не впутываться в это дело, так как боится за жизнь. Саки решает всё разузнать без него. Троих друзей приглашают на аудиенцию к бабушке Сатору, Асахина Томико, которая является Главой Комитета. |                                                               |                       |
| 12 | Слабое звено «Ёваи Кан» (弱い環)                              | 15 декабря 2012 года  |
| Саки приглашают к Главе первой. Томико говорит о своём желании сделать Саки своей преемницей и рассказывает о причине не наказания их группы после событий в летнем лагере. Также она рассказывает о природе появления Злодеев и Демонов Силы, приводя примеры из прошлого. Спустя несколько дней, Мамору убегает из дома оставив записку. Мария, Сатору и Саки решают найти его. |                                                               |                       |
| 13 | Воссоединение «Сайкай» (再会)                                 | 22 декабря 2012 года  |
| Саки, Сатору и Мария, ища Мамору, обнаруживают следы от его санок и, следуя им, заходят за Святой Барьер, направляясь в горы. Следы пропадают у обрыва и, спустившись, они находят санки Мамору. Решив искать дальше, находят дорожку в снегу от большого веса, а рядом следы бакэ-нэдзуми. Проследовав, приходят к иглу, где внутри спит Мамору. Он просыпается и рассказывает о причине, по который сбежал. |                                                               |                       |
| 14 | Снежинки «Сэкка» (雪華)                                       | 5 января 2013 года    |
| Сатору возвращается в деревню, Саки следует за ним. По возвращении её сразу же вызывает Совет Образования. Там её расспрашивают о Мамору и Марии, что едва не приводит её к наказанию, однако за неё вступается Асахина Томико. Глава рассказывает ей, что присматривает за их группой с самого начала, как за потенциальными лидерами. Также, она объясняет суть проблемы, которую создаёт уход Марии и Мамору, и просит Саки вернуть их, дав на это 3 дня. Сатору отправляют вместе с Саки. |                                                               |                       |
| 15 | Остаточный образ «Дзандзо:» (残像)                            | 12 января 2013 года   |
| Вернувшись в горы, Сатору и Саки обнаруживают, что иглу разрушено. Поиски Мамору и Марии по округе не дают результатов и они решают отдохнуть. Саки замечает, что за ними следит бакэ-нэдзуми. Погнавшись за ним, Саки падает с обрыва и теряет сознание. Придя в себя, обнаруживает что они с Сатору находятся в деревянном домике, где к ним приходит Сквиллер, получивший теперь имя Якомару. По просьбе Саки, Якомару отводит их к Королеве, где они видят, что она скована и практически нежизнеспособна. Сатору подмечает, что, похоже, Якомару хочет уничтожить людей, возрождая старые технологии. Чтобы найти Марию и Мамору, Саки просит отвести их в колонию «Козёл Моф», откуда был спасший Мамору бакэ-нэдзуми Сквонк. При встрече, тот передаёт прощальное письмо от Марии. |                                                               |                       |
| 16 | Моей любимой Саки «Айсуру Саки э» (愛する早季へ)              | 19 января 2013 года   |
| Саки и Сатору читают письмо, где Мария говорит, что они с Мамору никогда больше не вернутся в Камису 66, просит не искать их и сказать, что они погибли. Несмотря на это, Саки решает продолжить поиски. Надежда тает всё больше, и Саки мучает кошмар, наполненный ужасными чудищами, где, в конце, она снова видит забытого мальчика. Он говорит ей, что искать бесполезно, и что Мария умрёт. |                                                               |                       |
| 17 | Назад к руинам «Хамэцу но Асиото» (破滅の足音)                | 26 января 2013 года   |
| Прошло 12 лет. Саки работает в Департаменте необычных явлений, который регулирует отношения с бакэ-нэдзуми. К ней приходит Сатору, и сообщает о несанкционированной атаке. Для решения этой проблемы на совещание вызывают лидеров двух сформировавшихся к тому времени Альянсов бакэ-нэдзуми, Якомару и Киромару. Не придя к соглашению они начинают войну. Киромару побеждает, однако, через некоторое время, Сатору приходит к Саки и сообщает что «Гигантский шершень» уничтожен. |                                                               |                       |
| 18 | Алый цветок «Акаи Хана» (紅い花)                              | 2 февраля 2013 года   |
| Расследование уничтожения «Гигантского шершня» показало, что солдаты были атакованы будучи совершенно безоружными, их оружие было отобрано и совершенно цело, что может указывать на воздействие посредством телекинеза. С «Летучими разбойниками» разрывают отношения. В деревне начинается летний фестиваль, в разгаре которого происходит нападение. Кабураги Сисэй защищает людей с помощью барьера и уничтожает окруживших деревню бакэ-нэдзуми. Всех людей разделяют на группы, для истребления вторгшихся бакэ-нэдзуми и спасения раненых. |                                                               |                       |
| 19 | Тьма «Кураями» (暗闇)                                         | 9 февраля 2013 года   |
| Саки и Сатору объединяются с другой группой и направляются в больницу, чтобы спасти больных. На месте, они обнаруживают что больница подверглась нападению, и она всё ещё окружена бакэ-нэдзуми. Уничтожив врагов, они заходят внутрь. Оставшиеся там люди говорят, что на них напал Злодей. Двоих из группы убивают, Саки и Сатору убегают по реке, однако Злодей преследует их. |                                                               |                       |
| 20 | В холодном сиянии «Цумэтай Хидамари» (冷たい日だまり)         | 16 февраля 2013 года  |
| Обманом, Саки и Сатору удаётся спрятаться. На пути обратно в деревню, на них нападает чудовище, и, пытаясь убить их, самоуничтожается. Саки и Сатору разделяет взрывом. Она видит образ Сюна, но так и не может вспомнить его лица. После, она подвергается нападению мальчика, который спутал её с бакэ-нэдзуми. Вместе, они возвращаются в деревню. Одна из раненых, говорит что Асахина Томико ждёт Саки в Академии. Там, по приказу Томико, Саки вместе с её помощником Ними, отправляется в Храм Чистоты. |                                                               |                       |
| 21 | Огни Апокалипсиса «Го:ка» (劫火)                              | 23 февраля 2013 года  |
| Кабураги Сисэй объявляет войну бакэ-нэдзуми и убивает попавшихся ему зверей. В деревню приходит Злодей, который похож на Марию. Кабураги противостоит ему, однако происходит Утечка Силы и Злодей убивает его. Сатору находит Саки и они убегают через хода бакэ-нэдзуми к Храму. По пути Ними отделяется от них, и возвращается в деревню. Саки и Сатору добираются до Храма, где встречаются с Инуи, последним из отряда, отправленного уничтожить колонию «Летучих разбойников». Он рассказывает им о том, что все младенцы из больницы были украдены. Сатору и Саки понимают, что Якомару собирается вырастить их как Злодеев, так же, как и ребёнка убитых им Марии и Мамору, и создать из них армию, способную захватить весь мир. |                                                               |                       |
| 22 | Токио «То:кё:» (東京)                                         | 2 марта 2013 года     |
| Инуи рассказывает, что его спас Киромару, которого после этого поместили в тюрьму в Храме. Один из монахов приносит Саки посылку, оставленную её родителями, в которой находится один из Миноширо. Он должен показать им дорогу к оружию «Психобастер», созданному простыми людьми специально для уничтожения обладателей Силы. Только оно способно совладать со Злодеем. Сатору и Саки встречаются с Киромару, который предлагает свою помощь в качестве проводника на пути в Токио, где находится оружие. Им не удаётся уйти из деревни незамеченными, за ними до самого Токио следуют Якомару и Злодей. Они решают оставить лодку и идти через пещеры. |                                                               |                       |
| 23 | Лицо мальчика «Сё:нэн но Као» (少年の顔)                      | 9 марта 2013 года     |
| Группа продолжает путь по пещерам, встречаясь всё с новыми чудовищами. Они находят подземную реку, путь к оружию лежит вверх по течению. Группа разделяется: Саки и Инуи возвращаются за лодкой, Киромару и Сатору запутывают преследователей. Возвращаясь на лодке обратно на них нападает Гигантский червь, Инуи отбивается от него. Саки слышит голос Сюна, который говорит ей, что нет никакого Злодея. Саки и Инуи не встречают Киромару и Сатору на прежнем месте и решают найти «Психобастер» самостоятельно. Однако на них снова нападёт Червь и Инуи погибает. Саки добирается до «Психобастера«» и забирает его. Выбравшись на поверхность она бежит в руинах, в её памяти всплывают образы, связанные с Сюном. На камне, в лучах Солнца она видит Сюна и вспоминает его. |                                                               |                       |
| 24 | Огоньки во тьме «Ями ни Моэси Кагариби ва» (闇に燃えし篝火は) | 16 марта 2013 года    |
| Сюн приводит Саки к Киромару, который сообщает, что Сатору не серьёзно ранен из-за преследования Злодеем. Киромару предлагает заманить врагов в ловушку и атаковать первыми, использовав его как приманку. Саки по-прежнему колеблется насчёт убийства ребёнка Марии и Мамору и хочет, чтобы он увидел себя, осознав, что является человеком. Это не даёт эффекта и Сатору бросает колбу с «Психобастером» в Злодея. Саки, осознавая, что заденет и Сатору, сжигает содержимое. Они убегают. Якомару пытается договориться. Саки придумывает новый план. |                                                               |                       |
| 25 | Из нового мира «Синсэкай Ёри» (新世界より)                    | 23 марта 2013 года    |
| Саки объясняет, что на самом деле ребёнок не является Злодеем, и что его возможно остановить «смертью непохожим» лишь с тем отличием, что «своими» он считает бакэ-нэдзуми. Они делают Киромару похожим на человека и атакуют. Ребёнок убивает Киромару и видит, что на самом деле он бакэ-нэдзуми. Вследствие чего, умирает от «смерти непохожим». Саки и Сатору возвращаются в деревню. Якомару предстаёт перед Судом, где его приговаривают к высшему наказанию. Восстание окончательно подавлено. Сатору изучает ДНК бакэ-нэдзуми и узнаёт, что они произошли от людей, не владевших телекинезом. Саки и Сатору женятся. Проходит 10 лет, Саки и Сатору ждут первенца, желая, чтобы мир стал лучше ради него. |                                                               |                       |